# Eugène Murer

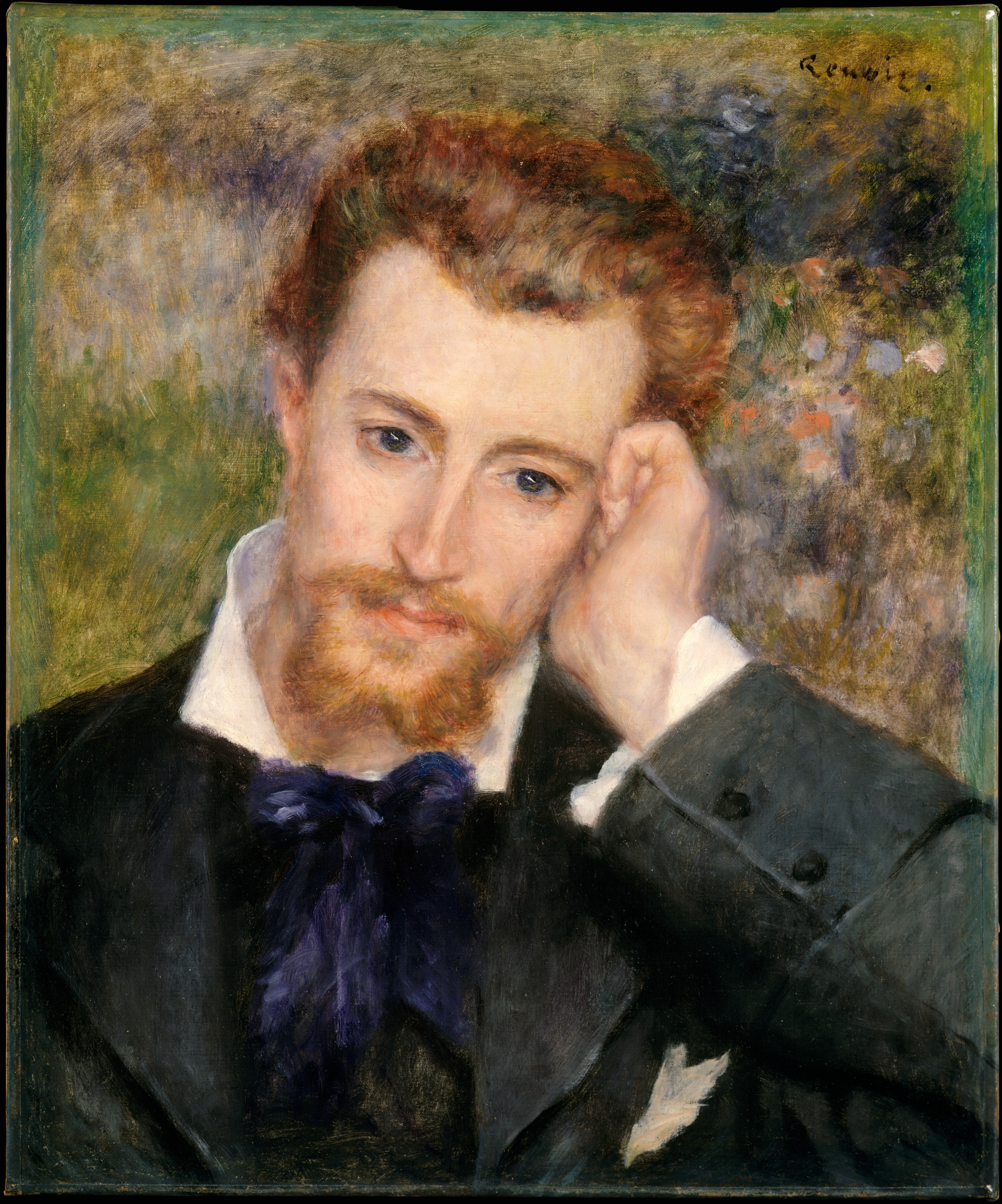
Porträt von Eugène Murer (Hyacinthe-Eugène Meunier, 1877) von Pierre-Auguste Renoir (1841–1919). Metropolitan Museum of Art (The Met), New York City – Bis 1887, zehn Jahre nachdem er für dieses Porträt Modell gesessen hatte, hatte er 122 Werke seiner Malerfreunde zusammengetragen, darunter 15 von Renoir, den er als den „größten Künstler unseres Jahrhunderts“ bezeichnete. Es wird vermutet, dass die Pose und der Blick Murers in diesem Werk als Vorbild für das berühmte Porträt van Goghs eines anderen großen impressionistischen Sammlers, Dr. Paul-Ferdinand Gachet (Privatsammlung), Murers Nachbar in Auvers, dienten.

Hyacinthe-Eugène Meunier (* 15. Mai 1841 in Poitiers, Frankreich; † 22. April 1906 in Auvers-sur-Oise, Frankreich) war ein französischer Konditor, Schriftsteller, autodidaktischer Maler und Sammler impressionistischer Kunst.

## Leben
Eugène Murer, geboren als Hyacinthe-Eugène Meunier, begann seine berufliche Laufbahn als Konditorlehrling in Paris. Er arbeitete in der Rue du Faubourg-Montmartre 8 und am Faubourg Poissonnière 125. Später betrieb er am Boulevard Voltaire 95 eine eigene Konditorei, die zu einem Treffpunkt für Künstler wurde. Dort veranstaltete er regelmäßig die Dîners du Diable (Abendessen des Teufels), zu denen er junge Künstler, Sammler und etablierte Künstler einlud. Zu den Gästen zählten unter anderem Auguste Renoir, Alfred Sisley, Claude Monet, Paul Cézanne, Vincent und Theo van Gogh, Camille Pissarro sowie der Kunsthändler Père Tanguy. Eugène Murer war eng mit Armand Guillaumin befreundet, der ihn in die Kreise der Impressionisten einführte. Er wohnte in der Rue Victor Massé 39 in Paris über einem Zimmermann und Kunsthändler namens Michel, von dem er seine Farben bezog. Später zog er nach Auvers-sur-Oise, wo er Nachbar des Arztes und Kunstsammlers Paul Gachet wurde. Eugène Murer wurde von bedeutenden Künstlern seiner Zeit porträtiert. Auguste Renoir malte 1877 ein Porträt, das sich heute im Metropolitan Museum of Art in New York befindet. Camille Pissarro malte 1878 ein weiteres Porträt, das sich heute im Michele and Donald D’Amour Museum of Fine Arts in Springfield, Massachusetts, befindet.

## Werk

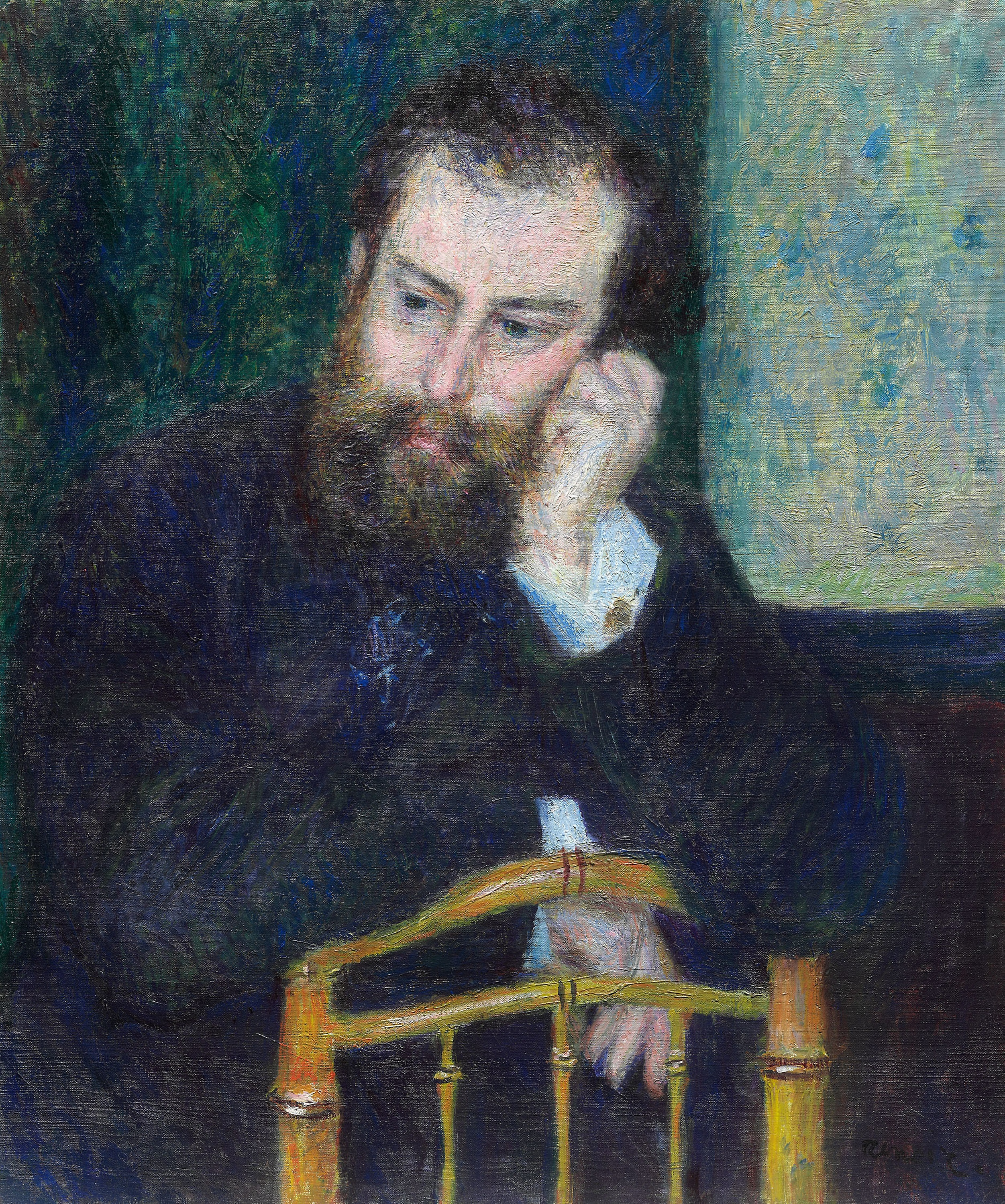
Pierre-Auguste Renoir: Alfred Sisley, 1876. Art Institute of Chicago – Provenienz: ab April 1883 in der Sammlung von Eugène Murer, ab März 1899 in der Sammlung von Sergei Iwanowitsch Schtschukin, ab 24. März 1900 in der Sammlung von George Viau

Der autodidaktische Maler Eugène Murer schuf Werke, die dem Impressionismus zuzuordnen sind. Eines seiner bekanntesten Gemälde ist L’Oise à l’Isle-Adam (um 1903), das sich heute im Musée d’Orsay in Paris befindet. Es zeigt eine Flusslandschaft und wurde dem Museum 1955 von Paul Gachet, dem Sohn des Arztes Dr. Gachet, geschenkt. Eugène Murer betätigte sich auch als Schriftsteller und veröffentlichte mehrere literarische Werke unter dem Pseudonym Gêne-Mûr.
Unter seinen Veröffentlichungen sind zu erwähnen:
- Comment se vengent les bâtards (1865)
- Les Fils du siècle (Die Söhne des Jahrhunderts) (1877)
- Pauline Lavinia (1887)
- La mère Nom de Dieu! (1888)